# Arrozal Treinta y Tres
Arrozal Treinta y Tres je selo (pueblo) u departmanu Treinta y Tres na istoku Urugvaja. Arrozal Treinta y Tres se nalazi nekoliko kilometara zapadno od lagune Mirim. Najbliža veća naselja su General Enrique Martinez na jugozapadu i Vergara u sjeverozapadu.

## Stanovništvo
Prema popisu stanovnika iz 2011. godine Arrozal Treinta y Tres ima 344 stanovnika, od kojih je 186 muškaraca i 158 žena.
| Godina | Stanovništvo |
| ------ | ------------ |
| 2004.  | 432          |
| 2011.  | 344          |

- Izvor: Državni statistički zavod Urugvaja.[2]

## Vanjske poveznice
- (šp.) Departman Treinta y Tres - službene stranice